# Newbury Park (stacja metra)
Newbury Park – stacja londyńskiego metra położona na trasie Central Line pomiędzy stacjami  Gants Hill a Barkingside. Znajduje się w dzielnicy Newbury Park w gminie London Borough of Redbridge, w czwartej strefie biletowej.
Stacja została otwarta 1 maja 1903 przez Great Eastern Railway i była obsługiwana przez pociągi parowe do 29 listopada 1947. Elektryczne pociągi metra rozpoczęły obsługę stacji 14 grudnia 1947 roku W 2010 roku obsłużyła 3,850 milionów pasażerów.

## Połączenia
Stacja obsługiwana jest przez autobusy linii 66, 296 i 396.

## Galeria

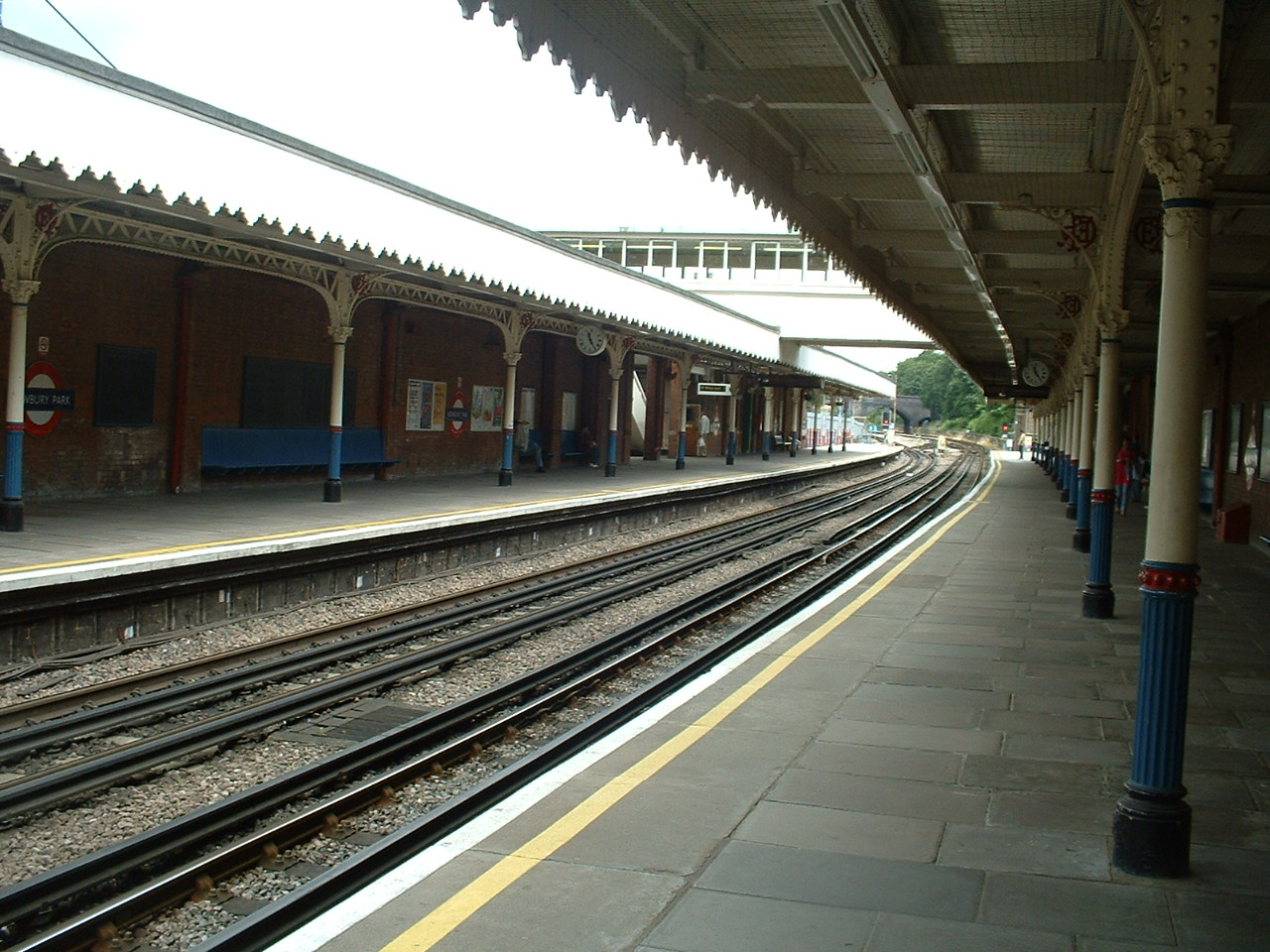
Platfoma w kierunku wschodnim
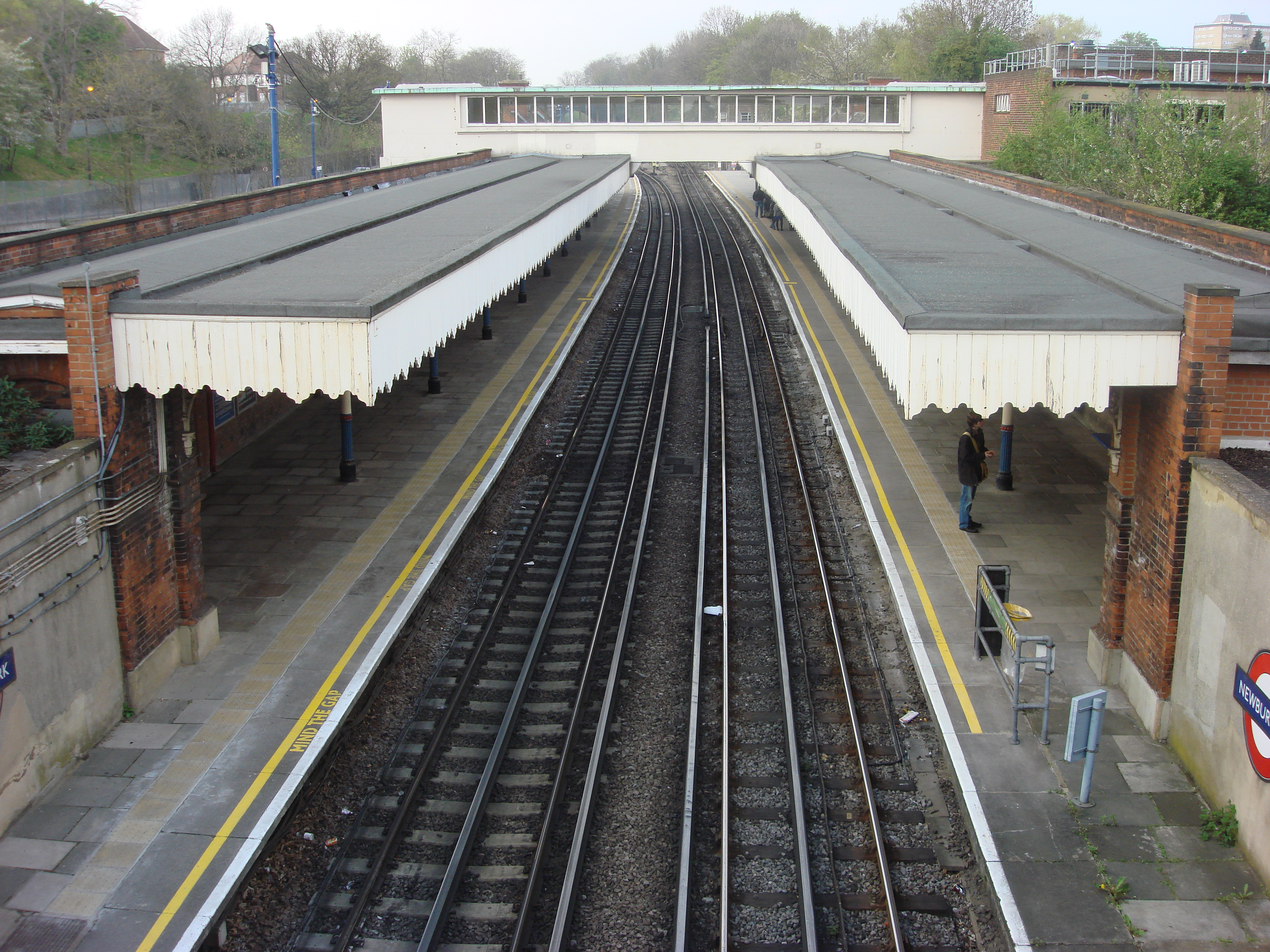
Widok platform z góry
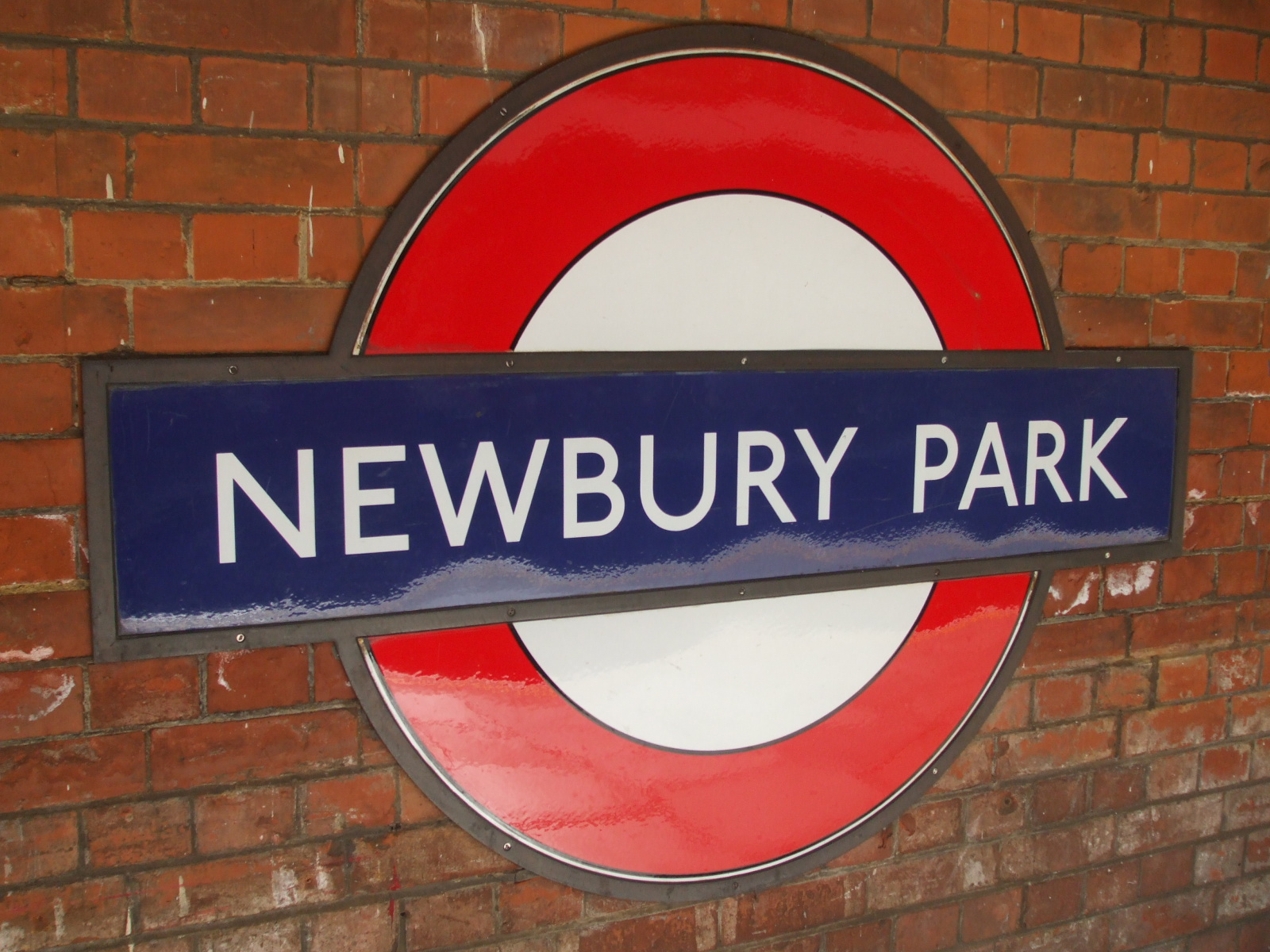
Symbol stacji
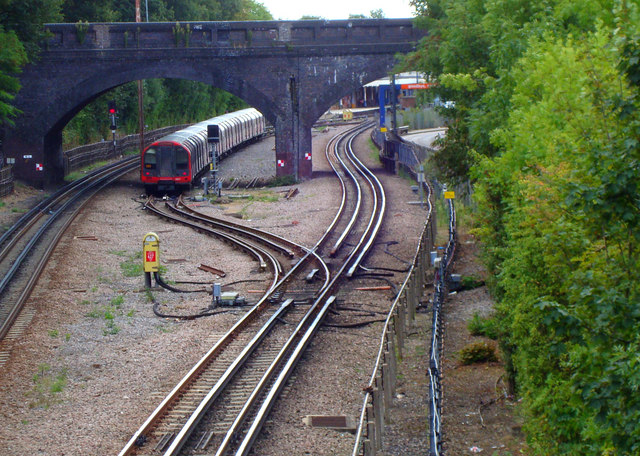
Pociąg Central Line